# El Caco
El Caco ist eine norwegische Stoner-Rock-Band aus Lillestrøm, die im Jahr 1998 gegründet wurde.

## Geschichte
Die Band wurde im Jahr 1998 vom Bassisten und Sänger Øyvind Osa, dem Gitarristen Anders Gjesti und dem Schlagzeuger Thomas Fredriksen gegründet. Nachdem die Band die ersten Lieder entwickelt hatte, erschien 2001 das Debütalbum Viva bei Black Balloon Records in Norwegen und Music for Nations in Großbritannien und Deutschland. Ebenfalls über Black Balloon Records erschien 2003 das zweite Album Solid Rest. Produziert wurde das Album von Daniel Bergstrand (Meshuggah, In Flames). Zwei Jahre später erschien das nächste Album The Search, das Platz 22 der norwegischen Albumcharts erreichte, dem sich 2007 das Album From Dirt anschloss, das Platz 14 der Albumcharts erreichen konnte. Das nächste Album Heat folgte im Jahr 2009 und belegte Platz 13 der Charts, ehe im Januar 2012 Hatred, Love & Diagrams erschien. Das Album konnte Platz 21 der Albumcharts belegen.

## Stil
Auf dem Album Viva waren als Einflüsse neben den Stoner-Rock-Bands wie Kyuss, Queens of the Stone Age und Fu Manchu auch genrefremde Einflüsse wie The Cure und Tool hörbar. Außerdem wurden auch Elemente aus dem Psychedelic Rock verarbeitet. Auch auf dem zweiten Album Solid Rest dominiert klassischer Stoner Rock und es sind Einflüsse von Tool, Queens of the Stone Age, The Hellacopters und Backyard Babies hörbar. Auf ihrem dritten Album The Search bewegte sich die Band etwas mehr von klassischem Stoner Rock weg und erweiterte ihr musikalisches Spektrum, wobei die „harten Songs härter […], die soften softer“ wurden. Die Lieder sind vergleichbar mit den Werken von Tool, A Perfect Circle, Deftones, Mustasch, The Cult und Dozer. Das Album From Dirt setzt das Konzept des Vorgängeralbums fort, wobei die Lieder vor allem in der Geschwindigkeit noch variabler sind. Auch auf dem Album Hatred, Love & Diagrams spielte die Band variablen Stoner Rock, inspiriert von Gruppen wie Kyuss oder Monster Magnet.

## Diskografie
- 2001: Viva (Album, Black Balloon Records (Norwegen) / Music for Nations (Großbritannien, Deutschland))
- 2003: Solid Rest (Album, Black Balloon Records)
- 2005: The Search (Album, Black Balloon Records)
- 2007: From Dirt (Album, Black Balloon Records)
- 2009: Heat (Album, Black Balloon Records)
- 2012: Hatred, Love & Diagrams (Album, Indie Recordings)
- 2016: 7 (Album, Indie Recordings)